# Medonosy
Medonosy är en ort i Tjeckien.   Den ligger i distriktet Okres Mělník och regionen Mellersta Böhmen, i den centrala delen av landet, 50 km norr om huvudstaden Prag. Medonosy ligger 221 meter över havet och antalet invånare är 111.
Terrängen runt Medonosy är huvudsakligen lite kuperad. Medonosy ligger nere i en dal. Runt Medonosy är det glesbefolkat, med 19 invånare per kvadratkilometer. Närmaste större samhälle är Mělník, 16,0 km söder om Medonosy. I omgivningarna runt Medonosy växer i huvudsak blandskog.